# Ichi-go ichi-e
Ichi-go ichi-e (Nhật: 一期一会 (nhất kì nhất hội) nghĩa là "một thời điểm, một sự gặp gỡ") là một câu thành ngữ bốn chữ (yojijukugo) trong tiếng Nhật, miêu tả một khái niệm văn hoá về những cuộc gặp gỡ với mọi người. Thuật ngữ này thường được dịch là "chỉ tại thời điểm này," "không bao giờ nữa," hoặc "một cơ hội trong đời." Thuật ngữ này nhắc nhở mọi người hãy yêu mến bất kỳ sự tụ họp nào mà họ có thể tham gia, trích dẫn sự thật rằng nhiều cuộc gặp gỡ trong cuộc sống không lặp lại lần nữa. Ngay cả khi cùng một nhóm người có thể gặp lại nhau, mỗi một cuộc tụ họp sẽ không bao giờ lặp lại, và do đó, mỗi khoảnh khắc luôn luôn chỉ xuất hiện một lần trong đời. Khái niệm này thường liên quan đến các nghi lễ thưởng trà, đặc biệt là với những bậc thầy trà đạo như Sen no Rikyū và Ii Naosuke.

## Lịch sử
Thuật ngữ này có thể được truy ngược từ thế kỷ 16 về một câu cảm thán của bậc thầy trà đạo Sen no Rikyū: "một cơ hội trong đời" (一期に一度 ichigo ni ichido). Người học việc của Rikyū là Yamanoue Sōji giáo huấn trong Yamanoue Sōji Ki về việc tôn trọng chủ trì của bạn "như thể đó là cuộc gặp chỉ có thể xảy ra một lần duy nhất trong đời" (一期に一度の会のように ichigo ni ichido no e no yō ni). Ichigo (一期) là một thuật ngữ Phật giáo có ý nghĩa "từ khi sinh ra tới lúc qua đời", nghĩa là cuộc đời của một người.
Sau đó, vào giữa thế kỷ 19, Ii Naosuke, Tairō (đại lão, hay tổng quản) của Mạc phủ Tokugawa, đã xây dựng về khái niệm này trong Chanoyu Ichie Shū:

Cần chú ý nhiều đến việc tiếp xúc với trà, mà chúng ta có thể nói là "một thời điểm, một sự gặp gỡ" (ichigo, ichie). Mặc dù chủ và khách có thể gặp nhau thường xuyên trong xã hội, nhưng không thể lặp lại chính xác việc tụ họp của một ngày nào đó. Nhìn theo cách này, cuộc gặp gỡ thật sự là một dịp chỉ có một trong đời. Người chủ trì, do đó, phải thực sự quan tâm chân thành đến mọi khía cạnh của buổi tụ họp và cống hiến hết mình để đảm bảo rằng không có gì tỏ ra thô lỗ. Những người khách, về phần mình, phải hiểu rằng buổi họp mặt này không thể xảy ra lần nữa và, đánh giá cao cách mà người chủ trì đã trù định nó một cách hoàn hảo, cũng phải tham gia với sự chân thành thật sự. Đây là ý nghĩa của "một thời điểm, một sự gặp gỡ."

Đoạn văn này đã thiết lập dạng yojijukugo (thành ngữ bốn chữ) của ichi-go ichi-e (一期一会) được biết tới ngày nay.

## Giải thích và sử dụng
Ichi-go ichi-e có liên kết với Thiền tông và các khái niệm về sự phù du chốc lát. Thuật ngữ này đặc biệt liên quan đến nghi lễ trà đạo Nhật Bản, và thường được viết lên các cuộn tranh treo trong phòng trà.
Thuật ngữ cũng được lặp lại nhiều lần trong budō (võ đạo). Đôi khi nó được sử dụng để nhắc nhở những môn sinh bất cẩn hoặc thường xuyên ngừng việc thực hiện các kỹ thuật để "thử lại", thay vì tiếp tục với kỹ thuật mặc dù có sai lầm. Trong cuộc đấu sinh tử, không có cơ hội nào để "thử lại." Mặc dù kể cả các kỹ thuật có thể được cố gắng thực hiện nhiều lần trong dojo, mỗi lần nên được xem như là một sự kiện đơn lẻ và mang tính quyết định. Tương tự như vậy, trong sân khấu kịch noh, các buổi trình diễn chỉ được luyện tập cùng nhau một lần duy nhất, vài ngày trước buổi diễn, chứ không phải nhiều lần như ở phương Tây, điều này tương ứng với sự tạm thời của một chương trình nhất định.

## Trong văn hoá đại chúng
- Nhạc trưởng người Romania Sergiu Celibidache đã tập trung vào việc sáng tạo ra, trong mỗi buổi hoà nhạc, những điều kiện tối ưu cho cái mà ông gọi là "trải nghiệm siêu việt". Các khía cạnh của Thiền Phật giáo, chẳng hạn như ichi-go ichi-e, có ảnh hưởng mạnh mẽ đến ông.
- Bộ phim Forrest Gump được phát hành ở Nhật với thuật ngữ này trong phụ đề là Forrest Gump/Ichi-go Ichi-e (『フォレスト・ガンプ/一期一会』?), phản ánh những sự kiện xảy ra trong bộ phim.[4]
- Thuật ngữ này là cụm từ ưa thích của Hiro Nakamura trong loạt chương trình Heroes của NBC.[5]
- Thuật ngữ này được sử dụng trong một tập của bộ anime Azumanga Daioh. Nó cũng là một tiêu đề bài hát trong album nhạc phim của Kareshi Kanojo no Jijo.
- Thuật ngữ này được sử dụng trong một số tập của loạt phim chuyển thể Hana Yori Dango của TBS. Nó cũng được nhắc tới trong tiêu đề của album 151a của Kishi Bashi, được phát âm bằng tiếng Nhật là "ichi-go-ichi ē."
- Thủ tướng Ấn Độ Narendra Modi đã sử dụng thuật ngữ này để miêu tả các cuộc gặp giữa Ấn Độ và Nhật Bản trong chuyến thăm cấp nhà nước của ông tới nước này vào ngày 11 tháng 11 năm 2016.[6][7]
- Lời bài hát của nhân vật Ichiro Yamada (Hypnosis Microphone): Ichiban Ichiro Ichigo Ichie